# Bolustod
Unter dem Bolustod (griech. bolos ‚Klumpen‘) oder Bissentod versteht man einen plötzlichen Herz-Kreislauf-Stillstand, der von einem vagalen Reflex verursacht werden soll, der durch einen im Rachen feststeckenden Fremdkörper und damit einhergehenden Druck auf das Kehlkopf-Nervengeflecht ausgelöst wird. Während der Bolustod in vielen medizinischen Lehrbüchern tradiert wird, herrscht in Fachartikeln Uneinigkeit dazu, ob diese Pathologie existiert oder vielmehr durch Aspiration in Kombination mit hohen Alkoholblutwerten zu erklären ist. Davon abzugrenzen ist die Bolusobstruktion, bei welcher der Patient durch Aspiration eines Fremdkörpers erstickt.

## Klinik
Vermutet wird, dass der Druck des Fremdkörpers auf den Vagus-Nerv zu einem Absenken der Herzrate bis hin zum Herzstillstand führt. Starker Alkoholkonsum oder zerebrale Vorschädigungen wurden in den meisten von Bratzke u. Penning untersuchten Fällen gefunden.
Beim Bolustod bricht der Patient, nachdem der Fremdkörper sich im Rachen verklemmt hat, lautlos zusammen. Dies im Gegensatz zum Ersticken, bei dem der Patient nach Luft ringt und blau anläuft.
Die Hauptursache ist wie bei der Aspiration nicht oder ungenügend gekaute Nahrung. Daneben kommen auch andere verschluckte Gegenstände als Ursache des Bolustodes in Betracht, beispielsweise Zahnprothesen, kleineres Kinderspielzeug oder Münzen.

## Risikofaktoren
Kleinkinder nehmen sehr oft Fremdkörper in den Mund und sind deshalb der Gefahr des Bolustodes verstärkt ausgesetzt.
Der Bolustod ist insgesamt eine sehr seltene Todesursache (0,18 Prozent aller Obduktionen; der Anteil an allen Todesfällen ist somit nochmals deutlich kleiner). Nach einer Studie war in mehr als 60 Prozent der Fälle ein Stück Fleisch die Ursache – denn Fleisch bedingt oftmals gutes Zerkauen. Nach mehreren Arbeiten sind fehlende Zähne eine nahezu notwendige Voraussetzung für den Bolustod. Dies erklärt auch die Häufung des Bolustods bei älteren und armutsbetroffenen Personen.
Gefährdet, einen Bolustod zu sterben, sind vor allem auch Personen, die zum Teil in unkontrollierter Weise Essen zu sich nehmen, also z. B. stark alkoholisierte Personen oder auch Menschen, die psychische Probleme haben wie z. B. „endogene Psychosen aus dem schizophrenen Formenkreis“. Durch minimale hirnorganische Schädigungen mit Störanfälligkeit von protektiven Reflexen funktioniert unter Umständen in diesem Personenkreis, vor allem nach einem langen chronischen Krankheitsverlauf, die Reflexkoordination beim Schluckvorgang nicht mehr einwandfrei.

## Erste Hilfe
Der Bolustod kann durch kräftige Schläge auf den Rücken und/oder die Anwendung des nach Henry Heimlich benannten Heimlich-Handgriffs durch den Ersthelfer verhindert werden. Beim kooperativen oder bewusstlosen Patienten kann der geübtere Ersthelfer auch versuchen, den Fremdkörper durch einen direkten Griff in den Mund zu entfernen. Wenn der Fremdkörper nicht entfernt werden kann und ein Atem- und Herzstillstand hinzutritt, ist für den Ersthelfer die Herz-Lungen-Wiederbelebung das Mittel der Wahl.
Bei Kindern unter einem Jahr sollte allerdings von der Anwendung des Heimlich-Manövers abgesehen werden. Stattdessen sollte das Kind mit nach unten zeigendem Kopf auf dem Unterarm gehalten werden und mit kräftigen Schlägen zwischen die Schulterblätter versucht werden, den Fremdkörper zu lösen. Auf keinen Fall darf das Kind an den Füßen festgehalten und nach unten hängen gelassen werden, da hier schwere Schäden an der Halswirbelsäule eintreten können. Auch hier kann ein Griff in den Mund helfen, da dem Ersthelfer nur wenige Sekunden zum Entfernen des Fremdkörpers bleiben. Starke Schläge auf den Rücken können durch die ausgelöste Vibration auch zur Ablösung des Fremdkörpers führen.

## Geschichte
Ursprünglich wurde der Begriff ‚Bolustod‘ 1908 von Georg Puppe eingeführt. Er bezeichnete damit einen Erstickungstod durch Speisebrocken. 1913 postulierte Kolisko den Larynxschock und den damit verbundenen Vagusreflextod. Seither wird der Bolustod als reflektorischer Kreislaufstillstand infolge einer Fremdkörperobstruktion in verschiedenen Publikationen erwähnt.